# Blå tusensköna
Blå tusensköna (Bellis rotundifolia) är en flerårig ört i familjen tusenskönor (Bellis) och familjen korgblommiga växter. Den beskrevs av René Louiche Desfontaines och fick sitt nuvarande namn av Pierre Edmond Boissier och Georges François Reuter.

## Utbredning
Arten förekommer i vilt tillstånd i nordvästra Afrika, från Marocko i väster till Algeriet i öster. Den odlas även som prydnadsväxt i andra delar av världen.